# アンソニー・キーディス
アンソニー・キーディス（Anthony Kiedis, 1962年11月1日 - ）は、アメリカ合衆国のミュージシャン。レッド・ホット・チリ・ペッパーズのヴォーカリスト。

## 略歴
ミシガンのグランドラピッズに生まれる。父はリトアニア系の移民、母はギリシア、オランダ、イングランド、アイルランド、フランス、モヒカン族の混血。3歳の頃に両親が離婚。2人の異母（父）姉妹と異母（父）兄弟がいる。11歳まで母と暮らし、その後、父と共にロサンゼルスへと移住。彼の父は麻薬常用者であり、絶えずドラッグを使用。ドラッグがいつも環境の中にあり、最初のドラッグも父から得たものだった。フリー、ヒレル・スロヴァク、ジャック・アイアンズと共にレッド・ホット・チリ・ペッパーズを結成。

## 人物
- バンドのキーマンであり、バンドが崩壊の危機に陥った際は、常にグループを団結しようと動いている。
- 少年期は喧嘩っ早く乱暴だったが、一方で虐められていたり障害を持った生徒などを守るなどの優しい男である。学生時代のフリーは、オーストラリア訛りが原因でいじめを受け、内気で暗い性格だったが、アンソニーやヒレルと友人になったことで今の明るい性格へと変化し、やがてロックに目覚めることとなる。
- 父に憧れを抱いており、彼の性格にも強く影響を受けている。家出してミシガン州から父のいるカリフォルニア州へ単身で行こうとしたことがあるほどである。麻薬も常用していた父から教わり、女性との初体験も父から紹介で行なった。また、幼少期に父の紹介で多くのアーティストに出会っている。
- 右手でマイクスタンドを持ち、左手を頻繁に動かしながら歌う。メンバーの中でも動きが激しく、逆立ちになることもあった。
- ライブでは、フリーと同じく頻繁に上半身裸で登場する。
- 環境保護団体であるシーシェパードの支持者でもある[1]。2011年にサマーソニックに出演した際、手書きで「SEA SHEPHERD」と書かれた白のタンクトップを着ていたが、すぐに破り捨てた[要出典]。2019年にも同団体への支援を呼びかけた[2]。